# Annenkow-Gletscher
Der Annenkow-Gletscher (russisch ледник Анненкова lednik Annenkowa) ist ein Gletscher im ostantarktischen Kaiser-Wilhelm-II.-Land. Er mündet zwischen Kap Torson und Kap Filchner in die Davissee.
Russische Wissenschaftler benannten ihn nach Michael Annenkow († 1839), Leutnant an Bord der Mirny bei der ersten russischen Antarktisexpedition (1819–1821) unter der Leitung von Fabian Gottlieb von Bellingshausen.